# Eugenia wilsonella
Eugenia wilsonella är en myrtenväxtart som beskrevs av William Fawcett och Alfred Barton Rendle. Eugenia wilsonella ingår i släktet Eugenia och familjen myrtenväxter.
Artens utbredningsområde är Jamaica. Inga underarter finns listade i Catalogue of Life.